# Krzemień (Pojezierze Ińskie)
Krzemień – jezioro na Pojezierzu Ińskim, położone w gminie Dobrzany, w powiecie stargardzkim, w woj. zachodniopomorskim. Krzemień znajduje się w południowej części Ińskiego Parku Krajobrazowym, ok. 4 km na wschód od miasta Dobrzany oraz ok. 5 km na południe od miasta Ińsko.
Według danych gminy Dobrzany powierzchnia zbiornika wynosi 233,35 ha, a maksymalna głębokość 29,2 m. Krzemień jest jeziorem o II klasie czystości. Jezioro jest wykorzystywane przez płetwonurków.
Linia brzegowa Krzemienia jest przeważnie prosta, a brzegi wysokie porośnięte od strony północnej lasem bukowym. Od strony północno-wschodniej jeziora jest ujście rzeki Iny – dość wąskie, kamieniste z szybko płynącą wodą. 200 m dalej w kierunku południowo-wschodnim wpada potok z pobliskiego jeziora Chotom. Zespół źródlisk, Chotom oraz las nad Krzemieniem stanowi od 2007 r. rezerwat przyrody nieożywionej „Krzemieńskie Źródliska”, w którym występują wychodnie warstw wodonośnych i rozwijają się unikalne ekosystemy źródliskowe i bagienne. Przez rezerwat prowadzi znakowany zielony turystyczny Szlak Wzniesieniami Moreny Czołowej (Dobrzany→ Ińsko→ Cieszyno).
Na południowym brzegu leży wieś Krzemień – tu znajduje się słynna w okolicy, ogromna lipa – ponad 400 letni pomnik przyrody, a 400 m na wschód znajduje się wypływ Iny z jeziora, który jest szeroki, silnie zabagniony. Na południe od jeziora występują tereny polne.
Według typologii rybackiej jest jeziorem sielawowo-leszczowym. Dominuje tu leszcz, szczupak, a gatunkami towarzyszącymi są okoń i węgorz.